# Nyelvcsont

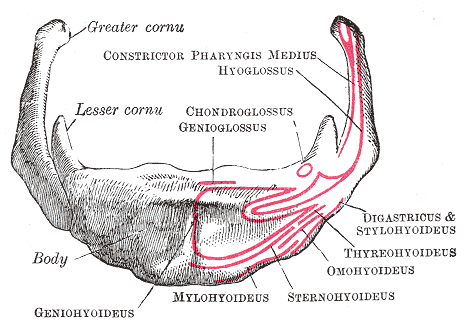
Emberi nyelvcsont

A nyelvcsont (os hyoideum) részben párosan fejlődő, de páratlan csont. Az állkapocs ágai között helyezkedik el. A nyelv alapjával és a gégével függ össze. A nyelvet, a gégét és a garatot rögzíti, rajta izmok erednek és tapadnak.
Orvosi neve a görög hüoeidész (üpszilonhoz (υ) hasonló) szóból ered..

## Funkció

A nyelvcsont a pajzsporc felett van.

A nyelvcsont számos emlősben megtalálható. Növeli a nyelv, a pharynx és a larynx mozgástartományát egymás közelébe való elhelyezésükkel a variáció létrehozásához. Lejjebb kerülése élőlényekben nem egyedi az emberre, és nem teszi lehetővé a széles hangtartományt: az alacsonyabb larynxú férfiak hangtartománya nem szélesebb a nőkénél és a kétévesekénél. Ezenkívül a Neander-völgyiek laryngealis helyzete nem jelentett hátrányt a beszédhangkiadásban. Egy, az izraeli Kebara-barlangban talált Neander-völgyi ember modern kinézetű nyelvcsontjának felfedezése alapján feltételezhető, hogy nekik lejjebb került a larynxuk, így emberi beszédképességük volt. Azonban más kutatók szerint a nyelvcsont morfológiája nem mutatja a larynx helyzetét – egy 2000-es tanulmány szerint a nyelvcsont a nyelési képességben lehet fontos. Feltehetően ez a lactatio kifejlődésével alakult ki, lehetővé téve a tejszopást. Figyelembe veendők ezenkívül a koponyaalap, a mandibula, a nyakcsigolyák és a kraniális viszonyítási rendszer.

### Izmok
Számos izom kapcsolódik a nyelvcsonthoz:
- Superior
  - középső garat-összeszorító izom
  - musculus hyoglossus
  - musculus genioglossus
  - Belső nyelvizmok
  - Nyelvcsont feletti izmok
    - kéthasú állizom
    - karc-nyelvcsonti izom
    - állcsúcs-nyelvcsonti izom
    - áll-nyelvcsonti izom
- Inferior
  - pajzs-nyelvcsonti izom
  - lapocka-nyelvcsonti izom
  - szegy-nyelvcsonti izom
  - szegycsont-pajzsizom

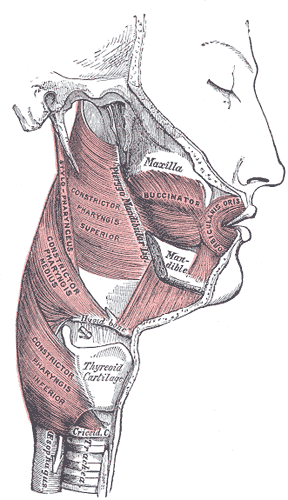
A pharynx és a bucca izmai
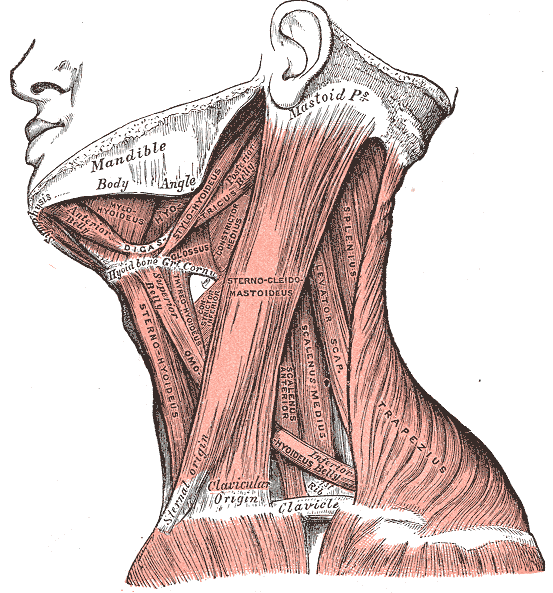
Nyakizmok laterális nézetben.

## Fordítás
Ez a szócikk részben vagy egészben  a   Hyoid bone című angol Wikipédia-szócikk ezen változatának fordításán alapul.  Az eredeti cikk szerkesztőit annak laptörténete sorolja fel. Ez a jelzés csupán a megfogalmazás eredetét és a szerzői jogokat jelzi, nem szolgál a cikkben szereplő információk forrásmegjelöléseként.